# Gresham Sykes
Gresham M'Cready Sykes (Plainfield, 26 de maio de 1922 - Charlottesville, 29  de outubro de 2010) foi um sociólogo e criminólogo norte-americano. Conhecido como "Grex", Gresham se tornou doutor em Sociologia pela Northwestern University em 1954. Autor de cinco livros e diversos artigos na área de criminologia, seu trabalho mais famoso é a obra "The Society of Captives: A Study of a Maximum Security Prison" (sem tradução para o português), publicada pela Princeton University Press em 1958.

## Biografia

### Início dos estudos e serviço militar

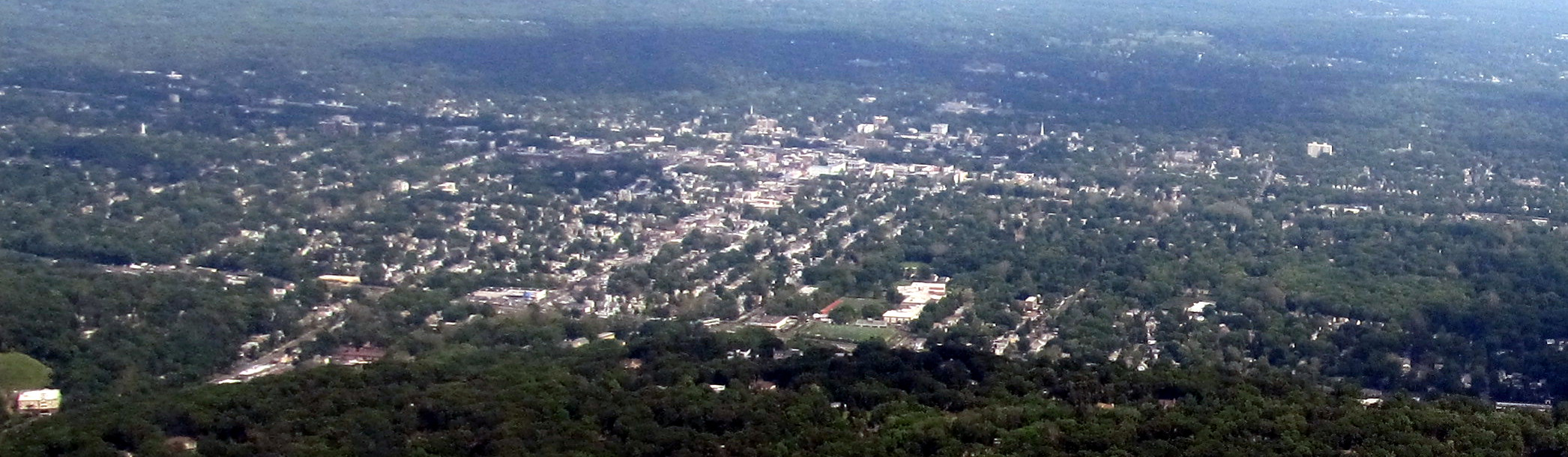
Plainfield, New Jersey

O autor nasceu em Plainfield, em New Jersey. Estudou na Brooks Academy, de onde foi aceito imediatamente para a Princeton University em 1940. O futuro sociólogo, porém, teve seu estudo interrompido para se alistar para o exército dos Estados Unidos após o ataque japonês a Pearl Harbor, em 1941. Ele participou de diversas batalhas durante a Segunda Guerra Mundial até se tornar Capitão. No mesmo ano em que findou a guerra (1945), Sykes se aposentou da carreira de militar.

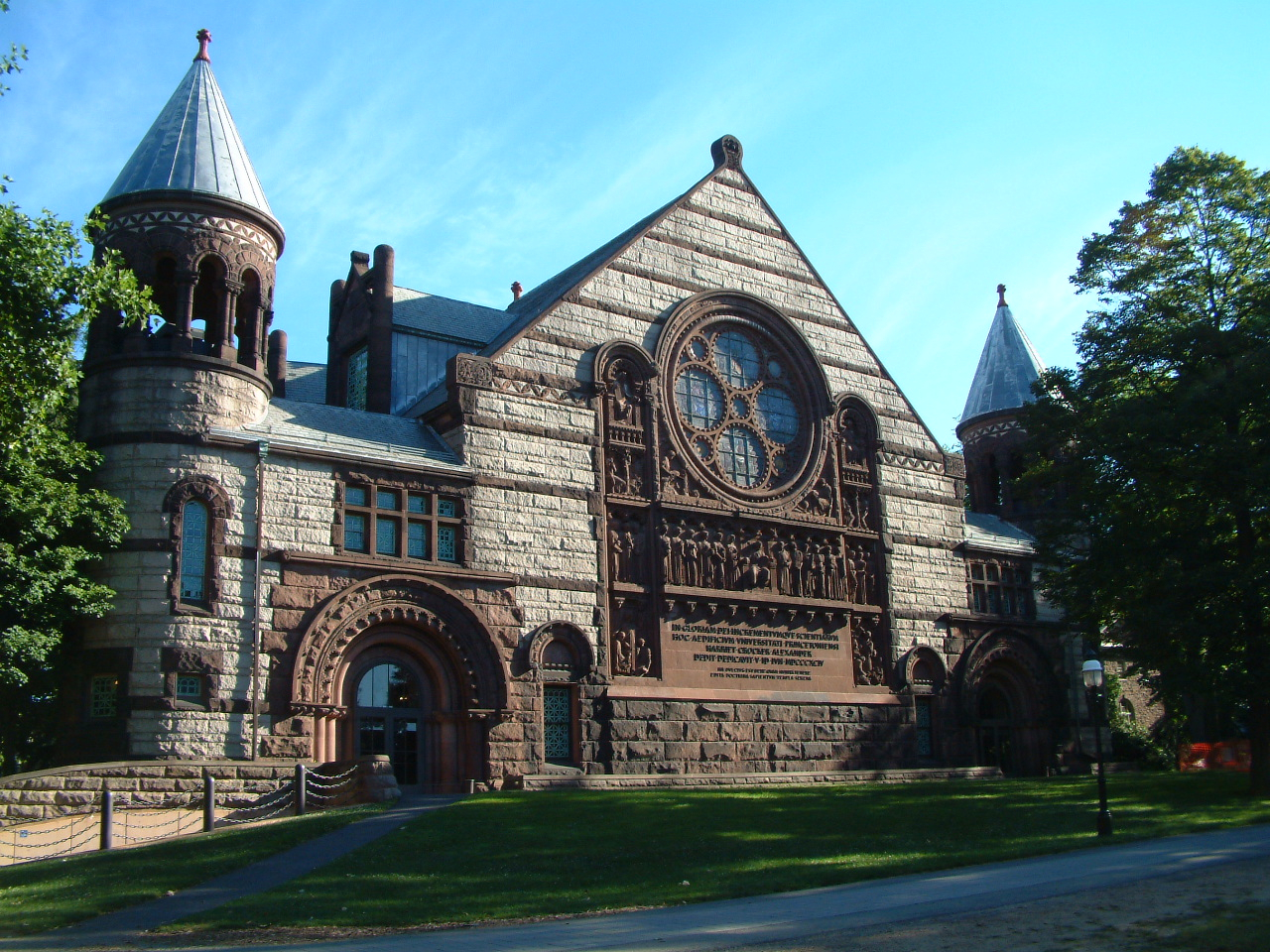
Princeton University, onde Sykes se formou

### Fim da carreira militar: retomada dos estudos
Após esse período, Sykes passou um ano no México, a seu retorno, casou-se com Cara Adelt. Antes de retornar à Princeton University, ele tentou se estabelecer nas universidades de Hofstra, em Nova York, e à da Cidade do México, mas não se formou em nenhuma das duas. Após o retorno em 1948, Sykes se formou na Princeton University aos 28 anos de idade, se tornando Doutor pela Northwestern University quatro anos depois.
Em 1958, teve um ano sabático no México, no qual se dedicou ao estudo de artes, no Instituto de Allende.

### Carreira Acadêmica
Deu aula em Princeton de 1952 a 1958, em Northwestern de 1958 a 1960, em Dartmouth de 1960 a 1963, em Denver de 1965 a 1972, Houston em 1973, e, finalmente, na Universidade de Virginia de 1974 a 1988.
No ano de 1963, o autor se tornou o Diretor Executivo da American Sociological Association (Associação Americana de Sociologia). Dois anos depois, tornou-se o Diretor de Administração do Programa de Justiça da Universidade de Denver, onde permaneceu até 1972. Em 1980, o autor ganhou o prêmio Edwin H. Sutherland da American Society of Criminology por suas contribuições.

### Estudo das artes e morte
Em meio a sua prestigiada carreira acadêmica, Sykes continuou a estudar arte. Teve seus trabalhos expostos em diversos estados e sua última exposição mostrava seus trabalhos desde a década de 1980 até 2009. Sua obra "Summer Solstice" é muito reconhecida. O criminólogo e artista se expressava principalmente por meio do expressionismo abstrato.
Em tradução livre das palavras do próprio artista:
"A arte representativa em que estou mais interessado não é o realismo, mas o tipo de trabalho que poderia ser entendido como bruto ou distorcido por alguns. Eu prefiro a arte primitiva, arte folk, caricaturas políticas, cartuns, "art brut", expressionismo e a arte fauvista.
O que eu gosto sobre arte é sua liberdade e espontaneidade, sua expressividade e uso emocional das cores, e o foco no drama humano. Estes elementos são particularmente marcados, eu acho, no trabalho de artistas como Daumier, Beckman, Chagall, Kokoschka, Grosz, Kirchner, Dix, Dubuffet, Matisse, Picasso, Rouault, Soutine, van Dongen, Guston e Shahn.
No meu trabalho, eu acho que a cultura popular americana - desde lojas de cigarro indianas até Krazy Kat - uma rica veia de imagens artísticas. Esse material permite um tipo de informalidade visual, um corpo de informalidade, ícones com uma crua vitalidade que abraça o mundo contemporâneo, em vez de rejeitá-lo".
Sykes morre em 2010 por desdobramentos de Alzheimer.

## Teoria e pensamento

### Criminologia Crítica
A partir dos anos 1970, nota-se uma nova onda do pensamento criminológico nos Estados Unidos, que trouxe maiores impactos para a sociedade do que aquele pensamento da criminologia que dominou os períodos anteriores. Essa criminologia é chamada por Sykes de "criminologia crítica".
Para essa criminologia, foi abandonada qualquer teoria que individualizasse o comportamento criminoso, como teorias biológicas e psicológicas. O novo estudo se baseava no questionamento do porquê alguns era etiquetados como criminosos e outros não, não mais no que caracteriza um criminoso e outro não criminoso.
A criminologia crítica mudou completamente o foco de interpretação do sistema penal. Muitos autores passaram a considerá-lo injusto por punir quase sempre os mais fracos socialmente e as minorias, mas Sykes prefere vê-lo como um instrumento de controle de uma classe sobre outra. Apesar das considerações da criminologia a respeito do controle massivo da classe dominante diante da classe mais fraca, Sykes não concorda com aqueles que de maneira preconceituosa ligam as construções teóricas à esquerda do espectro político.
O fortalecimento da criminologia crítica para Sykes deu-se, particularmente, com a perda de confiança da população no governo em um contexto de descrença pós Guerra do Vietnã, em que as decisões tomadas por esse não necessariamente eram aceitas baseadas na antiga ideia de consenso e de Contrato Social, mas eram vistas como manipulação e coerção. Um exemplo disso, como aponta o autor, dá-se quanto ao uso de drogas, especialmente a maconha, que foi, sem aparentes motivos, proibida e considerada um crime extremamente ofensivo à lei.

### Sistema Carcerário
A obra mais famosa do autor, The Society of Captives (1958), tratava das questões encaradas pelos guardas das prisões, com base em um estudo na Prisão Estadual de New Jersey. Logo após seu doutorado em Northwestern University, Sykes se tornou professor na Princeton University. Lá, Sykes ficou amigo de Lloyd McKorkle, que era o diretor da Prisão Estadual de New Jersey e lhe concedeu acesso ao local para sua pesquisa. O foco do estudo é o presídio como uma "sociedade dentro de uma sociedade", e não sua relação com fatores externos ao cárcere, como a pobreza e más condições de vida. Trouxe o termo "pains of imprisonment" (em tradução livre, “dores do aprisionamento”), sentimento experimentado pelos prisioneiros, e explicou o desenvolvimento de papéis dentro da realidade carcerária. Segundo a obra, a ausência de liberdade levava a uma uma série de privações. Listam-se cinco tipos de dores, ou privações devidas ao encarceramento, que levariam ao desenvolvimento de novas relações sociais, e seriam uma subcultura carcerária necessária para a sobrevivência dos prisioneiros:
- Liberdade
- Bens e serviços
- Relações heterossexuais
- Autonomia
- Segurança

Além de explorar as "dores do aprisionamento", Sykes aborda também as bases frágeis em que são constituídas as relações de encarceramento. Segundo ele, a submissão dos prisioneiros aos guardas só é alcançada por meio de ameaças ou "promessas" (vantagens para os presos com melhor comportamento, como refeições extras ou aviso prévio de revista em celas). Esta relação de poder traria três efeitos práticos à realidade prisional: a diminuição da tensão entre presos e entre guardas e presos; o controle dos prisioneiros mais suscetíveis a causar problemas, e a afirmação do poder dos líderes.

### Delinquência
Uma parte importante da carreira do autor contou com a colaboração do também sociológo norteamericano David Matza, e se deu no sentido de estudar o comportamento do delinquente. Para estes autores, o delinquente não seria um "alienígena" dentro da sociedade, mas, sim, uma caricatura perturbadora.

#### Técnicas de neutralização
As técnicas de neutralização foram propostas no artigo Techniques of Neutralization: A Theory of Delinquency (1957), escrito em co-autoria com David Matza. Segundo ela, os delinquentes usam uma série de justificativas para neutralizar a culpa inevitável sentida devido à transgressão de valores tradicionais. Estes, geralmente, reconhecem o problema em seu comportamento, mas tentam distorcer a realidade de forma a criar circunstâncias nas quais seu comportamento seria aceitável. Desta forma, os indivíduos se permitem "navegar livremente" (em tradução livre; o termo utilizado pelos autores é "drift") entre o comportamento desviante e o comportamento convencional. Estas justificativas, na maioria das vezes, seriam anteriores ao ato desviante, e não posteriores. Isso significa que ela não é criada após o fato para justificá-lo: é uma parte da construção e da motivação do agente de praticar determinado ato. Por meio dessa prática, os agentes podem cometer crimes sérios sem que isso afete sua autoimagem. Hoje, entende-se que esta teoria não é forte o suficiente para, por si só, explicar o crime.
São identificados cinco tipos de técnicas de neutralização:

##### Negação da Responsabilidade
A Negação da Responsabilidade consiste na atribuição, por parte do deliquente, da responsabilidade perante a atitude delinquente a um fator externo a si próprio. Não significa dizer, aqui, que o jovem assume seu ato de delinquência como um "acidente", mas sim, que atribui a responsabilidade a, por exemplo, uma família desestruturada, pais indiferentes, um círculo social marcado pela delinquência, etc.

##### Negação do Prejuízo
A Negação do Prejuízo consiste na recusa do delinquente em admitir que o ato de delinquência gerou um prejuízo à vítima. Atos de vandalismo, por exemplo, são considerados pelo autor apenas como uma "perturbação", porque a vítima teria plenas condições de arcar com o dano causado.

##### Negação de Prejuízo à Vítima
A Negação do Prejuízo à Vítima não se confunde com a Negação do Prejuízo. Aqui, o foco da negação é a própria vítima. Assim, ataques a minorias são justificados pelo delinquente pelo fato da vítima ter um "comportamento inadequado" segundo sua própria percepção. Por exemplo, vandalismos praticados contra um professor considerado "injusto", ou furtos a lojas cujos donos são também considerados "injustos" são justificados pelo delinquente como uma forma de vingança ou retaliação.

##### Condenar Aqueles que Condenam
Aqui, aponta-se a chamada "rejeição dos que rejeitam". Os delinquentes justificariam seu ato por meio da mudança de foco para o comportamento do acusador, o condenador. Seria um ceticismo com relação à autoridades: "os policiais são sempre corruptos e brutos", "os professores sempre demonstram favoritismo a alguns alunos", etc.

##### Apelar para Valores Mais Altos
Por fim, a quinta técnica de neutralização consiste na justificativa dos atos de delinquência praticados por conta de lealdade a seu círculo social, ou a um sacrifício pelo "grupo". Assim, apela-se para valores dos círculos sociais dos delinquentes como forma de justificar os atos. Para que algo seja feito pelo grupo, seria justificável uma transgressão.

#### Valores Subterrâneos
Outro artigo escrito pelos dois autores em colaboração é o chamado Juvenile Delinquency and Subterranean Values (1961). Neste, defendem que valores que movem o comportamento desviante, como, por exemplo, a busca por adrenalina, são na verdade “valores subterrâneos”, que são, em geral, suprimidos, com exceção de alguns momentos legais apropriados. Segundo o artigo, os delinquentes concordam com o entendimento geral da sociedade: assim como os demais, entendem que determinado comportamento desviante é "errado", por estarem inseridos na mesma sociedade com os mesmos valores. Em vez de serem resultado de um desvio psíquico, como acreditam muitos sociólogos, são resultado de um ambiente favorável para o desenvolvimento desse tipo de comportamento. O comportamento desviante é lido como uma expressão desses valores latentes em um momento inapropriado, ressaltando-se aí o fato de que os delinquentes, bem como agentes penitenciários e prisioneiros, são parecidos com todos os outros membros da sociedade. Apesar de serem sempre diferentes, os autores dão alguns exemplos de comportamentos que poderiam caracterizar os delinquentes, como um comportamento sexual ilícito, uso de drogas e falta de gosto pelo trabalho.
Ressalta-se a classificação e razão para o comportamento delinquente da seguinte forma:
- Muitos delinquentes, segundo estudos, estão imersos em uma incessante necessidade de procurar por emoção, adrenalina, aventura. E a quebra da lei, muitas vezes, é exatamente o que traz estes sentimentos.
- Alguns jovens demonstram um desdém por viver uma vida "comum", com um trabalho fixo e estável, por exemplo. A ideia de trabalhar duro para conseguir atingir grandes objetivos às vezes é rejeitada por delinquentes que preferem seguir outro curso para tentar chegar aonde querem.
- Jovens delinquentes que se expressam por meio da agressividade, como é o caso de jovens em formações de gangues, muitas vezes como uma tentativa de provar uma masculinidade, nos casos de delinquentes homens.

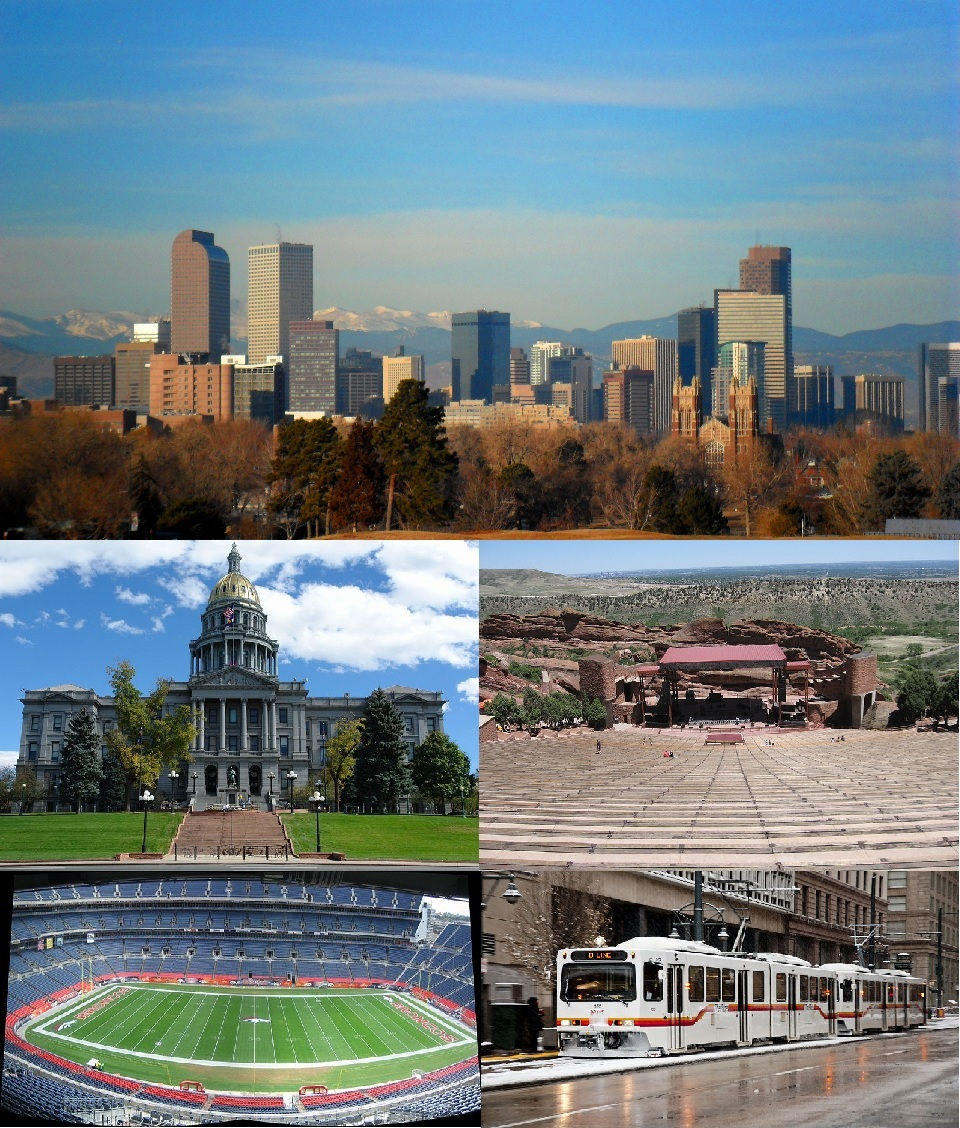
A cidade de Denver, Colorado, analisada no artigo de Sykes.

### Acesso à justiça e pobreza
O autor faz uma análise, em seu artigo Legal Needs of the Poor in the City of Denver (sem tradução para o português), do acesso à justiça das pessoas mais pobres, no caso analisando a cidade de Denver, nos Estados Unidos. Segundo Sykes, o acesso à justiça é garantido para todos, na maior parte dos ordenamentos jurídicos, inclusive com a garantia do acesso gratuito àqueles que não podem pagar. No entanto, diz haver uma diferença grande entre a qualidade dos serviços gratuitos e dos pagos. O trabalho voluntário, também, já se mostrava insuficiente. Além disso, o serviço gratuito deixou de ser entendido como uma forma de caridade, para ser entendido como um direito de fato, a ser exigido.
O autor define, com base em estudos anteriores, o que seria pobreza naquela cidade específica. Isso é feito com base na renda de cada família e, a partir daí, estuda quais fatores estão relacionados a essa condição (por exemplo, um marido ou esposa ausente, o tamanho da família, etc.).

#### O início do estudo: questionários e entrevistas
Para definir as necessidades das pessoas pobres, Sykes afirma ter havido um questionário (que pergunta características básicas como idade e etnia e entra nas questões legais que cada família já vivenciou, se vivenciou), estudado amplamente para seu sucesso. Tinha o objetivo de compreender melhor tais necessidades. Uma parte não majoritária, mas significativa, afirmou já ter tido problemas jurídicos; dessa parcela, a grande maioria afirmou ter ido atrás de um advogado para resolver a causa. Conseguiram, então, categorizar os problemas em, basicamente:
- Relações domésticas, como dinheiro e divórcio;
- Questões envolvendo danos a propriedades (como acidentes automobilísticos);
- Questões relacionadas a dívidas.

A questão principal é que cerca de dois terços das pessoas que acionaram um advogado disseram ter sido tratados de forma justa; 14% afirmaram que o tratamento do advogado foi injusto, a maioria afirmando terem sido cobrados excessivamente.
Descobriu-se com o estudo, também, que a maioria das famílias teve um ou mais problemas jurídicos, e, mais ainda, cerca de metade dos entrevistados que acreditavam não ter tido questões que pudessem envolver o judiciário, em verdade, tinham. Segundo Sykes, isso é uma questão de falta de informação, que era injusta e deveria ser resolvida.
O autor analisou, também, diferenças entre pessoas de classe social parecida, mas com diferenças no padrão de vida. As pessoas com uma renda um tanto mais elevada tinham problemas legais com maior frequência. Encontrou, também, diferenças entre homens e mulheres e entre etnias. Os entrevistados, também, tenderam a não olhar apenas ao advogado como um líder para a resolução de seus problemas. Muitos procuraram, por exemplo, amigos, parentes e até médicos.

#### Neighborhood Law Center
Além das entrevistas e questionário, para fins de estudo, foi criada, na cidade, um centro jurídico de vizinhança (em tradução livre; o termo usado é Neighborhood Law Center). A partir da década de 1960, as pessoas pobres deixaram de ser vistas como um polo passivo das relações jurídicas e da melhora de sua condição de vida. Um centro jurídico de vizinhança, conforme os estudos, apresentava vantagens em relação ao já existentes institutos de ajuda jurídica às pessoas pobres:
- As localizações, em geral, dos Neighborhood Law Centers, eram mais convenientes;
- Os institutos já existentes estavam transbordados;
- Necessidade de um novo espírito na provisão de serviços legais.

O centro esteve aberto durante 10 meses para o estudo e recebeu mais de 1,700 casos para resolução. As consultas eram bem menos impessoais do que as usuais, existentes anteriormente, transmitindo maior segurança. Perceberam que, mais importante do que o auxílio jurídico, era a educação jurídica anterior à necessidade dos cidadãos de irem atrás dessa ajuda.
O autor coloca em dúvida se este seria o método mais adequado para a resolução dos conflitos das pessoas mais pobres, e diz que se este sozinho não resolve, deveria haver um programa envolvendo ao menos estes quatro elementos:
- Desenvolvimento de técnicas educacionais;
- Mudanças legislativas para melhorar o acesso à justiça por parte da população pobre;
- Aumentar a eficiência dos Neighborhood Law Centers;
- Seleção de casos para beneficiar a população pobre como um todo, coletivamente, não individualmente.

## Obras
- SYKES, Gresham. The Society of Captives: a Study of a Maximum Security Prison. Princeton University Press. (1958)
- SYKES, Gresham. Crime and Society. A Random House study in sociology. (1967)
- SYKES, Gresham. Social Problems in America. Glenview, Ill.,Scott, Foresman (1971)
- SYKES, Gresham. Law and the lawless; a reader in criminology. A Random House study in sociology. (1969)
- SYKES, Gresham. The future of crime. U.S. Department of Health and Human Services, Public Health Service, Alcohol, Drug Abuse, and Mental Health Administration, National Institute of Mental Health, Center for Studies of Crime and Delinquency. (1980)
- SYKES, Gresham. Legal Needs of the Poor in the City of Denver. Law & Society Review, 11 de janeiro de 1969, Vol. 4, Issue 2, p. 255-277. (1969)
- SYKES, Gresham.The Rise of Critical Criminology. The Journal of Criminal Law and Criminology (1973-), 6 de janeiro de 1974, Vol. 65, Issue 2, p. 206-213. (1973)
- SYKES, Gresham. The Corruption of Authority and Rehabilitation.  Social Forces, 3 de janeiro de 1956, Vol. 34, Issue 3, p. 257-262. (1956)
- SYKES, Gresham. Men, Merchants and Toughs: A Study of Reactions to Imprisonment. Social Problems, 10 de janeiro de 1956, Vol. 4, Issue 2, p. 130-138. (1956)
- SYKES, Gresham. The Differential Distribution of Community Knowledge. Social Forces, 5 de janeiro de 1951, Vol. 29, Issue 4, p. 376-382. (1951)
- SYKES, Gresham. The Structure of Authority. The Public Opinion Quarterly, 4 de janeiro de 1953, Vol. 17, Issue 1, p. 146-150. (1953)
- MATZA, David; SYKES, Gresham. Juvenile Delinquency and Subterranean Values. American Sociological Review, 10 de janeiro de 1961, Vol. 26, Issue 5, p. 712-719. (1961)
- MATZA, David; SYKES, Gresham. Techniques of Neutralization: A Theory of Delinquency. American Sociological Review, 12 de janeiro de 1957, Vol. 22, Issue 6, p. 664-670. (1957)